# Interrabang
Interrabang è un film thriller italiano del 1969 diretto da Giuliano Biagetti.
Il nome del titolo si riferisce a un particolare segno di interpunzione, l'interrobang (‽)  che una delle protagoniste, Valeria, porta come ciondolo al collo. «È il segno nuovo del dubbio — spiega lei — dell’incertezza di noi tutti, l’incertezza di questa nostra epoca, l’incertezza del mondo...».

## Trama

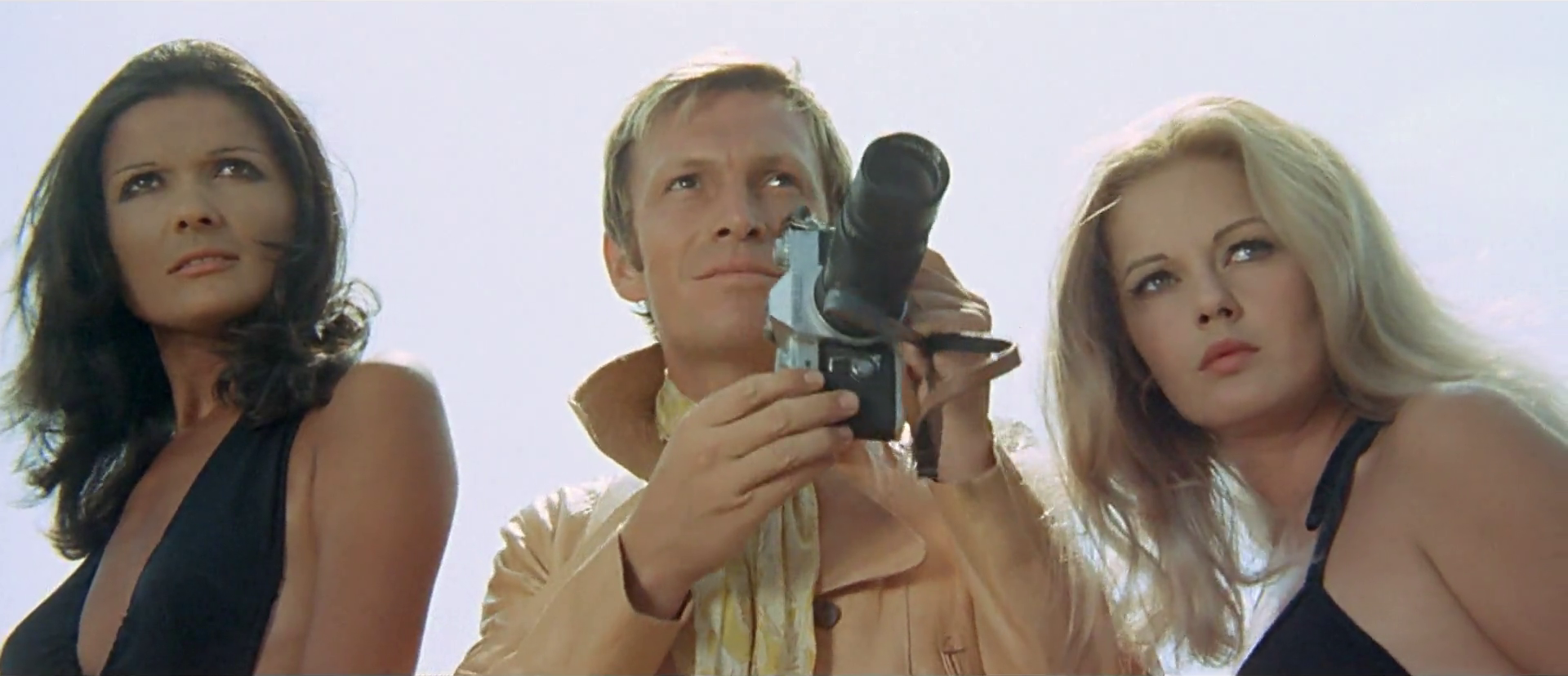
Shoshana Cohen, Umberto Orsini e Beba Loncar interpretano Maregalit, Fabrizio ed Anna in una delle ultime scene del film, poco prima del fatale incidente occorso a Valeria

In un luminoso giorno d'estate, un celebre ma cinico e disincantato fotografo, Fabrizio, insieme alla altrettanto cinica e ambiziosa moglie e manager, Anna, alla scontrosa e insoddisfatta sorella di lei, l'acerba Valeria, e a una bellissima modella israeliana, Maregalit, sua amante ninfomane e bisessuale, giungono su un lussuoso yacht nei pressi di un'isoletta mediterranea rocciosa e deserta. Sono lì per un servizio di moda, che viene portato a termine sull'isola nella mattinata, nonostante nervosismi e antipatie serpeggino fra i quattro. Al momento di ripartire, però, Fabrizio si accorge che l'imbarcazione è rimasta senza carburante, per cui chiede agli occupanti di un motoscafo di passaggio di portarlo sul continente, dove potrà procurarsi una tanica di benzina. Rimaste sole, le tre donne approfittano di quelle ore di imprevista vacanza per tuffarsi nelle acque limpide dell'isola o sdraiarsi mollemente a prendere il sole. Ma hanno anche modo di confrontarsi e punzecchiarsi fra loro, e così Anna apprende con sgomento che la sorella Valeria, la quale dipende economicamente da lei, la odia con tutte le sue forze.

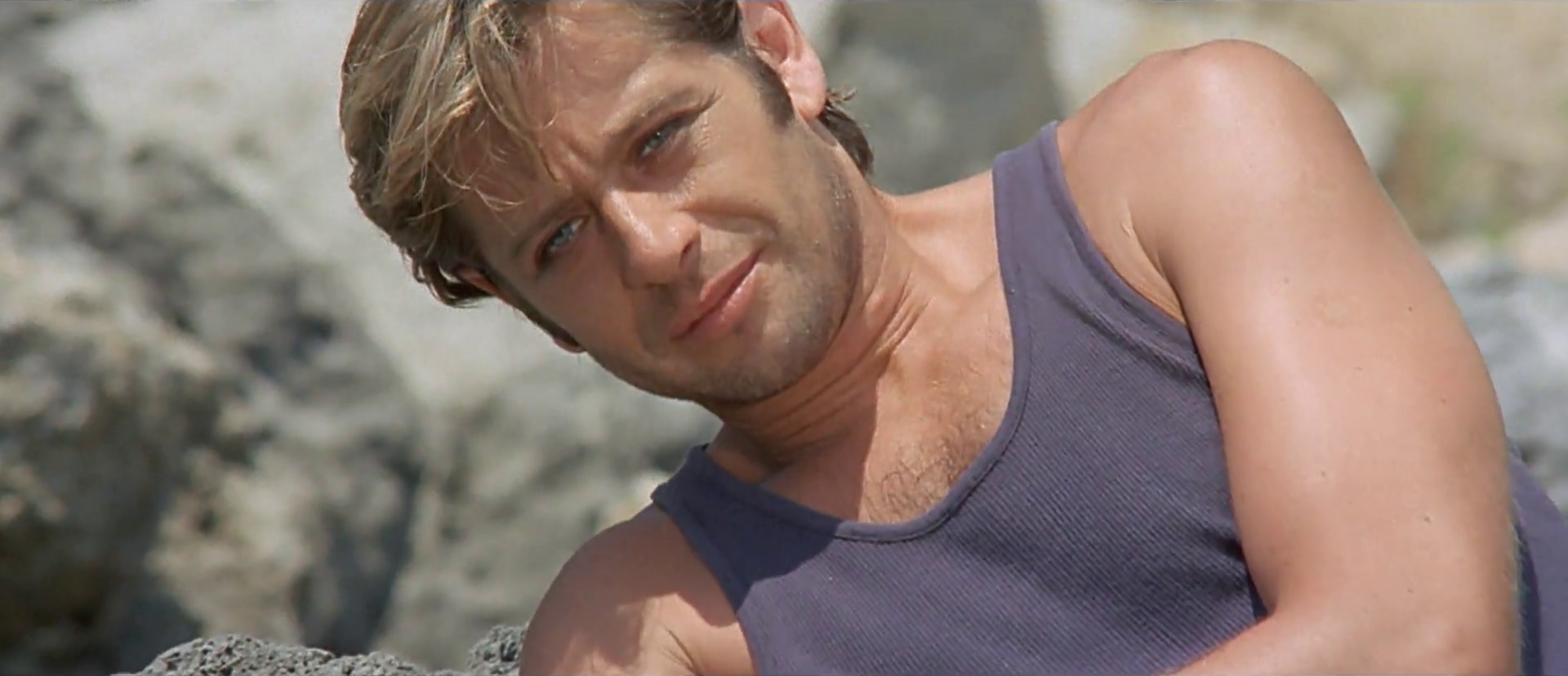
Corrado Pani interpreta Marco

Questo clima di apparente rilassatezza viene però turbato prima dalla scoperta del cadavere di un agente di polizia in fondo a un burrone, e poi dalla comparsa di uno sconosciuto, che potrebbe essere un evaso autore dell'omicidio del poliziotto, come il gruppo aveva appreso in precedenza dalla radio. Maregalit è la prima a fare la conoscenza con l'uomo: costui afferma di chiamarsi Marco, di essere uno scrittore e di abitare dall'altra parte dell'isola. Lei ne rimane subito ammaliata, mentre le due sorelle sono più dubbiose, pur finendo col cedere anch'esse al suo fascino ambiguo. Dopo una lunga attesa, durante la quale l'ansia delle donne è andata sempre più crescendo, essendosi ormai convinte che Marco sia davvero l'evaso e voglia ucciderle - ipotesi rafforzata dal comportamento contraddittorio dell'uomo, ora suadente ora brusco e violento nei loro confronti - il fotografo fa ritorno sullo yacht. La storia si sviluppa allora con una serie di spiazzanti colpi di scena, tesi a svelare come tutta la vicenda si sarebbe svolta secondo un diabolico piano ben congegnato da uno dei quattro, colpi di scena che culminano in un finale all'apparenza beffardo, ma che invece si rivelerà drammatico: Valeria, mentre viene fotografata da un redivivo Fabrizio, perde l'equilibrio, cade in mare e in pochi secondi viene straziata dal motore dell'imbarcazione, come si può capire dal primo piano sull'acqua diventata rossa. «Intèrrabang [...] fa stranamente rima con boomerang», come a un certo punto aveva riflettuto Marco.

## Produzione
Il film è stato girato presso l'Isola Rossa di Porto Santo Stefano.
Il doppiaggio è affidato alla CID.
Gli abiti indossati da Maregalit e Valeria per il servizio di moda, sono del famoso stilista Emilio Pucci.

## Distribuzione
In Italia il film, pur ridotto dalla censura da 102 a 90 minuti di durata e vietato ai minori di 18 anni, venne fatto sequestrare su tutto il territorio nazionale dal giudice Vittorio Occorsio.
Il film è stato trasmesso per la prima volta in televisione più di cinquant'anni dopo la sua uscita nei cinema, il 16 aprile 2020, dal canale tematico Cine34. Rispetto alla versione su DVD, è stata eliminata la brevissima sequenza nella quale si vede Marco che, istigato da Valeria, sembra finire Fabrizio infilzandolo con un'asta appuntita.

## Colonna sonora
La colonna sonora composta da Berto Pisano è stata pubblicata per la prima volta nel 1970 dalla RCA Original Cast in formato LP con numero di catalogo SP 8027, come promo. È stato poi ristampato in formato LP dalla Dejavu nel 2004 e di nuovo dalla Dagored nel 2016. Un'edizione in CD, con l'aggiunta di tre tracce, è stata pubblicata dall GDM nel 2014. Nel 1969 stato inoltre pubblicato un 45 giri, intitolato anch'esso Interrabang, contenente i due brani Il colore degli angeli e ...e il Sole scotta, da RCA Original Cast con numero di catalogo OC 15.

### Tracce
Album
1. A piedi nudi sulla spiaggia
2. La scogliera dell'amore
3. Il colore degli angeli
4. Sabbia e mare
5. Little Snack Bar
6. ...e il Sole scotta
7. Tramonto sulla scogliera
8. La vallata sommersa
9. Luci sulla baia
10. Tema di Valeria

Singolo
1. Il colore degli angeli
2. ...e il Sole scotta